# Destination... Lune !
Pour plus de détails, voir Fiche technique et Distribution.
Destination... Lune ! (titre original : Destination Moon) est un film américain réalisé par Irving Pichel, sorti en 1950.
Un scientifique et un militaire américains, le docteur Cargraves et le général Thayer, travaillent sur un projet de conquête de la Lune. Pour financer le développement d'une fusée à propulsion nucléaire et la construction d'une base de lancement, ils s'assurent le concours de grands industriels du secteur privé, en faisant jouer leur fibre patriotique.

## Synopsis
Lorsque leur dernier essai de fusée échoue et que le financement du gouvernement s'arrête, le Dr Charles Cargraves, spécialiste des fusées, et le général Thayer, passionné par l'espace, demandent l'aide du magnat de l'aéronautique Jim Barnes. Avec les millions nécessaires collectés à titre privé auprès d'un groupe d'industriels américains patriotes, Cargraves, Thayer et Barnes construisent un vaisseau spatial avancé à propulsion atomique, baptisé Luna, dans leur base qui sert d'usine de fabrication et de lancement, située dans le désert.
Le projet est rapidement mit en péril par la crainte du public du possible danger des radiations, mais les trois hommes contournent les efforts juridiques visant à arrêter leur expédition en lançant la première mission lunaire du monde plus tôt que prévu. En conséquence, ils doivent rapidement sélectionner Joe Sweeney comme opérateur radar et radio de l'expédition en remplacement de Brown, à l'hôpital pour une appendicite.  
Alors que la fusée est en route vers la Lune, ils sont contraints d'effectuer une sortie extravéhiculaire car l'antenne radar nécessite une réparation. Ils marchent sur la coque du vaisseau à l'aide de bottes à semelle magnétique, fermement attachés à Luna afin de pouvoir facilement atteindre l'antenne. Ils se rendent alors compte que cette dernière a été graissée par l'inexpérimenté Sweeney avant le lancement. Au cours du processus, Cargraves, arrivé en bout de corde de sécurité, se détache de la fusée en s'agenouillant, ses bottes perdant contact avec la paroi. Il tombe alors en chute libre et se perd par-dessus bord, avant d'être récupéré in extremis par Barnes, qui utilise astucieusement une grande bouteille d'oxygène comme unité de propulsion improvisée pour les ramener sur le vaisseau.  
Après avoir atteint l'orbite lunaire, l'équipage entame la procédure complexe d'alunissage mais, comme lors de l'alunissage d'Apollo 11, la zone d'atterrissage prévue n'est pas propice et Barnes prend le control manuel pour trouver une zone plane, au prix d'une consommation plus longue de carburant. En sécurité sur la Lune, ils explorent sa surface et décrivent par radio leur vue de la Terre, contrastant avec le ciel nocturne rempli d'étoiles. En utilisant une perspective forcée, Barnes photographie Sweeney qui fait semblant de tenir la Terre, tel un Atlas des temps modernes. Mais l'équipage réalise qu'à cause du prolongement de l'alunissage, il ne reste plus assez de carburant pour rentrer sur Terre. 
Ils jettent alors hors du vaisseau tout le matériel non essentiel afin d'alléger Luna et lui permettre d'atteindre la vitesse de libération lunaire, mais cela ne suffit pas. Ils en concluent que l'un d'entre eux devra rester sur la Lune pour que les autres puissent retourner sur Terre en toute sécurité. Le temps s'écoulant avant la fenêtre de lancement du retour, l'équipage décide de tirer au sort, mais Joe Sweeney sort pour se sacrifier. Barnes trouve alors une solution permettant de ramener tout le monde, et jette la dernière combinaison pour alléger ainsi le vaisseau des 50kg demandés par le contrôle au sol. Ils ont aussi largué la radio du vaisseau, perdant ainsi le contact avec la Terre. Luna décolle avec tout son équipage à bord pour rentrer sur Terre avec succès.

## Fiche technique
- Titre : Destination... Lune !
- Titre belge : Départ pour la lune
- Titre original : Destination Moon
- Réalisation : Irving Pichel
- Scénario : Alford Van Ronkel, James O'Hanlon et Robert A. Heinlein, d'après un roman de ce dernier, Rocket Ship Galileo (en).
- Production : George Pal
- Société de production : George Pal Productions
- Musique : Leith Stevens
- Photographie : Lionel Lindon
- Montage : Duke Goldstone
- Décors : Ernst Fegté
- Effets spéciaux : Lee Zavitz
- Pays :  États-Unis
- Genre : science-fiction
- Durée : 92 minutes
- Format : Couleur (Technicolor) - Son : mono (Western Electric Sound System) - 1,37:1
- Budget : 592 000 $[1]
- Dates de sortie : 
  - États-Unis : 27 juin 1950 (New York)
  - États-Unis : août 1950
  - États-Unis : ressortie en 1956 puis en 1982
- Affiche : Jacques Bonneaud (France)

## Distribution
- John Archer : Jim Barnes
- Warner Anderson : Dr Charles Cargraves
- Tom Powers : général Thayer
- Dick Wesson : Joe Sweeney
- Erin O'Brien-Moore : Emily Cargraves
- Grace Stafford : voix de Woody Woodpecker

## Autour du film
- Destination... Lune ! s'inspire du réalisme de La femme sur la Lune tourné par Fritz Lang en 1929 et sous une certaine naïveté dans sa réalisation[2] en étend les sujets en abordant le problème du vide en faisant équiper les voyageurs de scaphandres[3]. On peut le classer parmi les films de hard science-fiction. Le niveau de détails techniques pour un lancement de fusée pour la Lune[1] a probablement contribué à en ancrer la possibilité dans l'esprit du grand public américain[4].
- Dans le film, un dessin animé avec le personnage Woody Woodpecker est utilisé pour expliquer le principe de la fusée (action-réaction) au public.
- Dans un premier temps, c'est Fritz Lang qui avait engagé le projet, en collaboration avec Robert A. Heinlein.
- La série Au cœur du temps (The Time Tunnel en VO) réutilise certains plans pour son épisode "One Way to the Moon" produit en 1966 (épisode 2 de la série). C'est le principe de la série que la MGM utilise des chutes ou scènes de films qu'elle a produit pour réaliser cette série à moindre coût.

## Récompenses et distinctions

### Récompenses
- 1951 : Oscar des meilleurs effets visuels pour Lee Zavitz
- 1951 : Ours de bronze aux Berlinale
- 1951 : Prix Hugo de la meilleure présentation dramatique

### Nominations
- 1951 : Oscar de la meilleure direction artistique pour Ernst Fegté et George Sawley (en)
- 1951 : Golden Globe pour Leith Stevens